# Erich Bockler

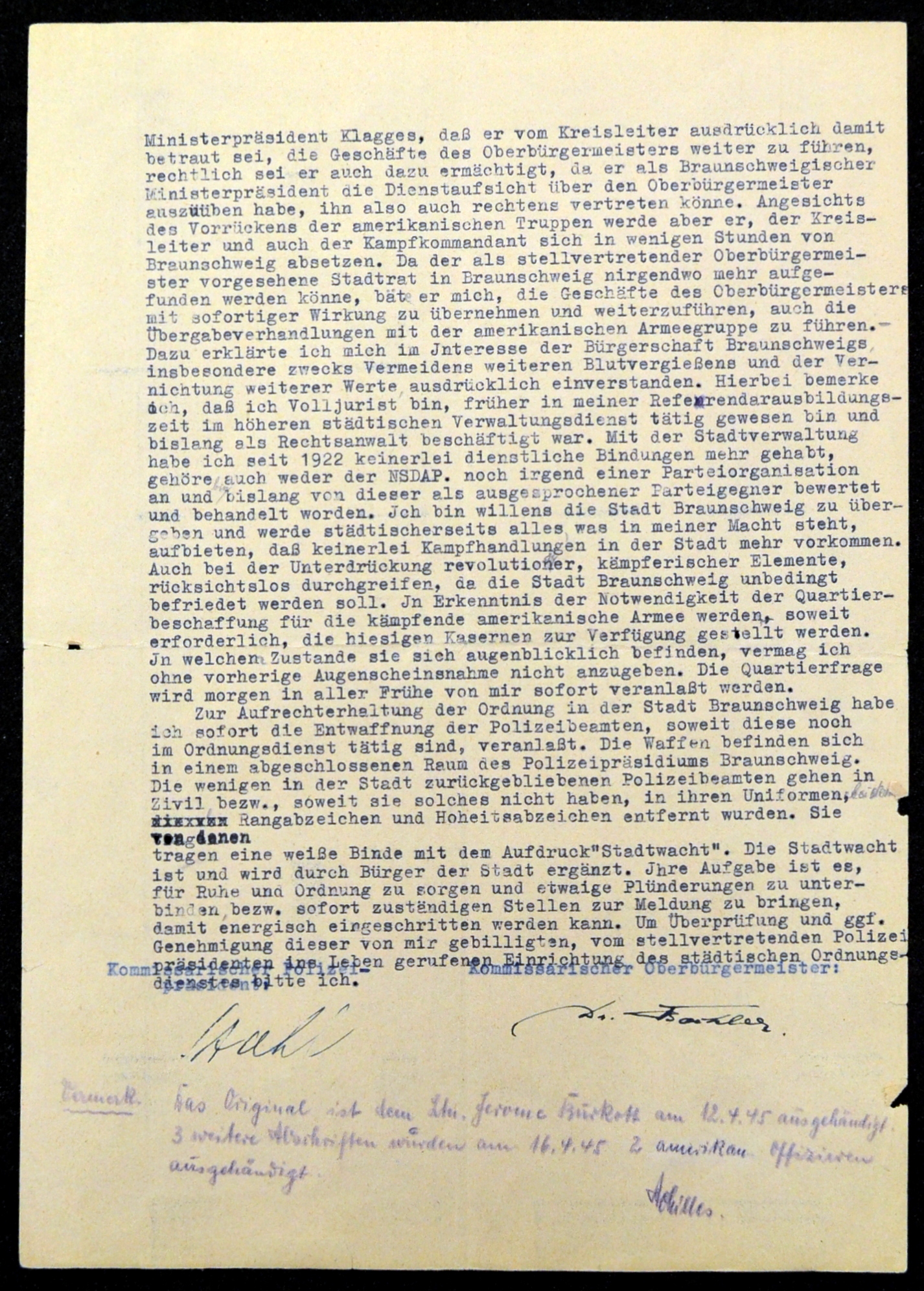
2. Seite des Übergabeprotokolls der Stadt Braunschweig vom 12. April 1945 mit der Unterschrift Bocklers (rechts).

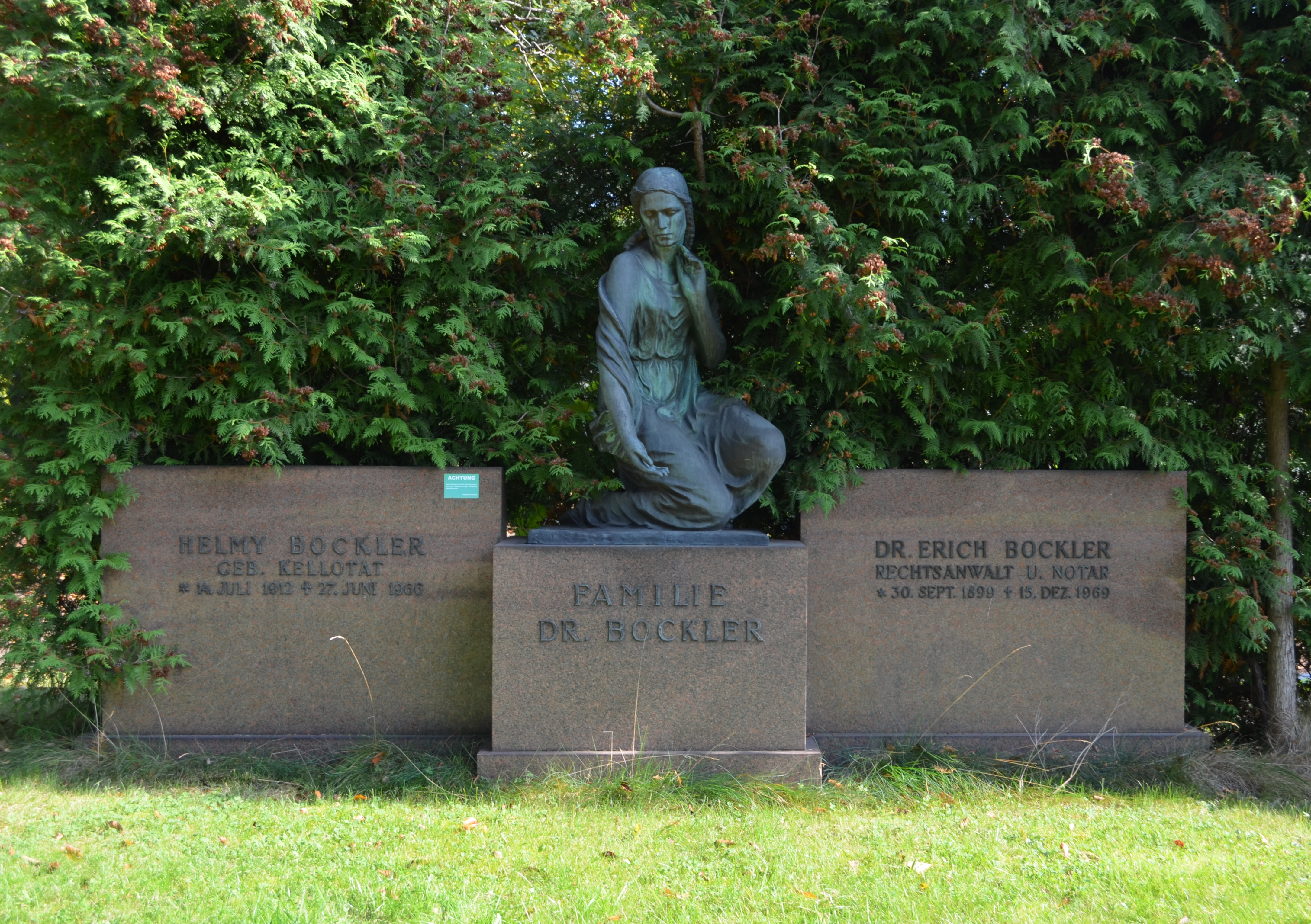
Erich Bocklers Grab auf dem Braunschweiger Hauptfriedhof (2014).

Erich Bockler (* 30. September 1899 in Hannover; † 15. Dezember 1969 in Wiesbaden) war ein deutscher Jurist und Politiker. In seiner Funktion als amtierender Oberbürgermeister der Stadt Braunschweig, übergab er die Stadt am 12. April 1945 kampflos an die US-Army.

## Leben
Bockler studierte Rechtswissenschaften und wurde 1922 an der Universität Göttingen promoviert. Anschließend ließ er sich als Rechtsanwalt nieder. In den letzten Tagen des Zweiten Weltkrieges wurde Bockler kurz vor der Besetzung der Stadt Braunschweig durch Einheiten der 30. US Infanterie-Division, nach dem Selbstmord des amtierenden NSDAP-Oberbürgermeisters Hans-Joachim Mertens am 11. April 1945 noch vom nationalsozialistischen Ministerpräsidenten des Landes Braunschweig Dietrich Klagges, zum kommissarischen Oberbürgermeister der Stadt ernannt.
Um weitere Opfer und Zerstörungen zu vermeiden, übergab Bockler die Stadt Braunschweig in den frühen Morgenstunden des 12. April 1945 kampflos an die Amerikaner, die ihn noch am selben Tag im Amt bestätigten. Er amtierte sechs Wochen vom 11. April bis zum 1. Juni 1945. Am 1. Mai 1945 übernahm Bockler zunächst nebenamtlich den Posten des Ministers für Justiz und Volksbildung des Landes Braunschweig im Kabinett Schlebusch. Nach seinem Ausscheiden aus dem Amt des Oberbürgermeisters übernahm er den Ministerposten am 1. Juni hauptamtlich und behielt ihn, bis das Land Braunschweig im November 1946 im neu geschaffenen Bundesland Niedersachsen aufging.
Bocklers Nachfolger im Amt des Braunschweiger Oberbürgermeisters wurde Ernst Böhme, der diese Position bereits von 1929 bis 1933 bekleidet hatte.